# Максимальний екстрим (фільм, 2001)
Максимальний екстрим (англ. XCU: Extreme Close Up) — американський трилер 2001 року.

## Сюжет
Телережисер Карен Веббер отримує складне завдання — підняти рейтинг колись суперпопулярного реаліті-шоу «Екстрим крупним планом!»[джерело?]. Але новій тусовці з восьми відв'язних хлопців і дівчат, що приколюються один над одним під цілодобовим спостереженням прихованих камер, не вдається зацікавити примхливих глядачів. І тільки коли в прямому ефірі випадково гине один з учасників, рейтинги стрімко йдуть вгору. Однак низка жорстоких і загадкових вбивств відразу після трагедії переконує Карен, що тепер хтось з її команди має намір забезпечити успіх самим екстремальним засобом.

## У ролях
- Сьюзан Іган — Карен Веббер
- Сара Чок — Джейн Беннетт
- Джей Майкл Фергюсон — Ділан Дін
- Реггі Лі — Ньюі Фан
- Деніка Маккеллар — Сара
- Елліна Маккормік — Коді Айронвуд
- А.Дж. Баклі — Терренс «T-Bone» Такер
- Карина Меліа — Паркер Істман Кларк
- Річард Стей — Маттіас Ван Блаарберін
- Ессенс Аткінс — Таміка Джонс
- Сі Томас Гауелл — Джеффрі Лідді
- Ділан Ніл — Лью Констант
- Стефон Фуллер — Джеймал
- Деймон Вільямс — фельдшер
- Джеффрі Прітц — наркоторговець
- Пітер Еслі Голден
- Іван Кралйєвіч — Марко
- Роб Метес — фельдшер
- Брендон Дж. Могаммад — брат Тамікі і Джамали
- Мелісса Інтерлакен — Бабблес